# شروان

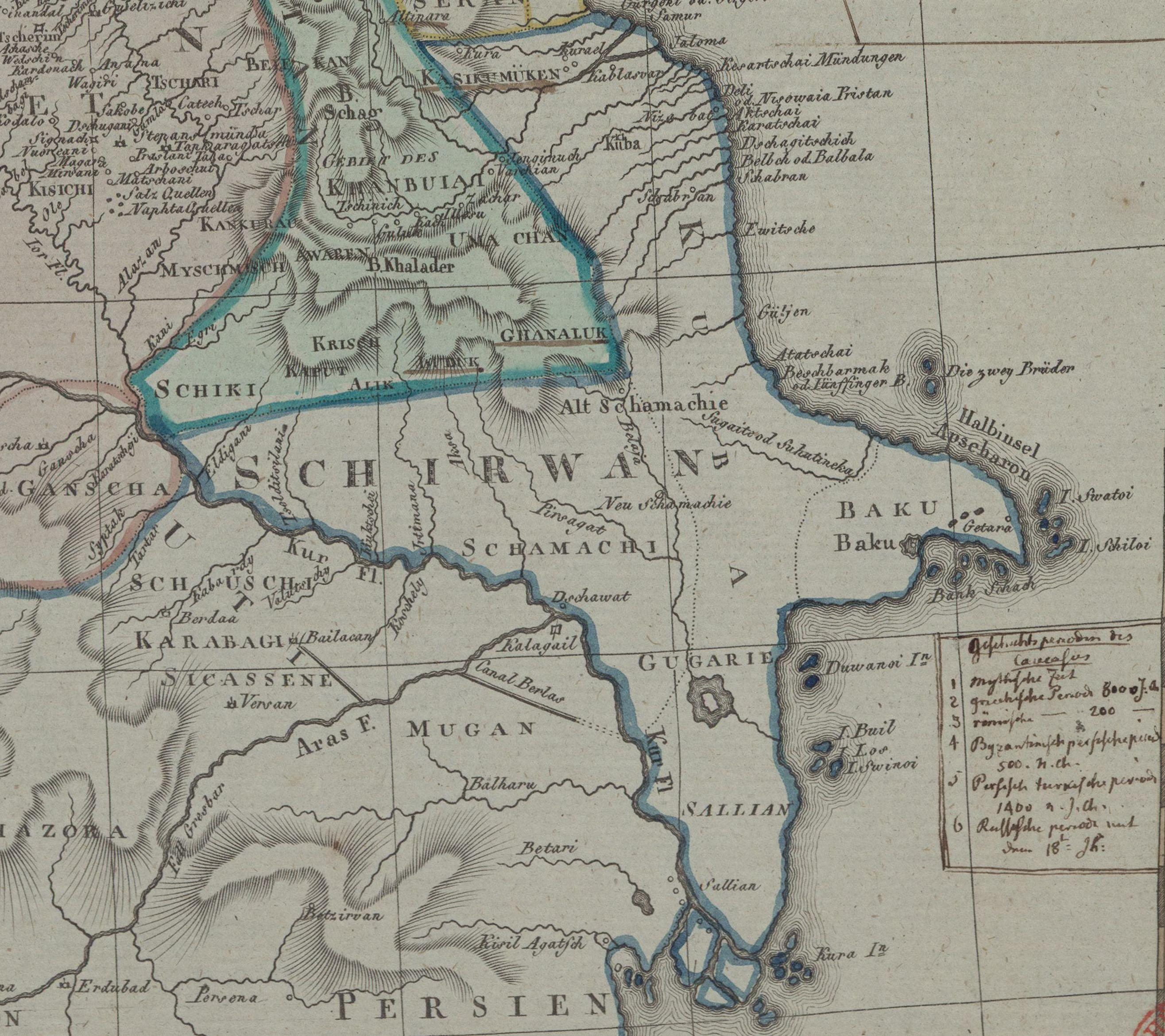
محدودهٔ شروان در غرب دریای خزر.

شِروان، شَروان یا شیروان، منطقه‌ای در شرق قفقاز، که هم در دوران اسلامی اولیه و هم در زمان‌های اخیر به این نام شناخته شده است. اکنون (از سال ۱۹۹۴) بخش عمده‌ای از آن در داخل جمهوری مستقل آذربایجان قرار دارد و از جنوب به جمهوری اسلامی ایران، از غرب به جمهوری مستقل ارمنستان، و از شمال به داغستان (از فدراسیون روسیه) محدود می‌شود.
این منطقه در تاریخ ۳ آبان ۱۱۹۲ (۲۵ اکتبر ۱۸۱۳) مطابق عهدنامه گلستان از خاک ایران جدا شد و به امپراتوری روسیه ملحق گردید. شروان هم‌اکنون جزئی از کشور جمهوری آذربایجان است.

## نام
نام این منطقه به صورت شَروان (با فتحه روی ش) درست است. خاقانی شروانی بارها شَروان را در تقابل با خیروان آورده‌است:
| تا به دور دولت او گشت شَروان، خیروان |  | عرشیان فیض روان بر خیروان افشانده‌اند |

| عیب شروان مکن که خاقانی |  | هست از آن شهر کابتداش شَر است |

حدود شَروان در دوره‌های مختلف تغییرات مختصری داشته‌است. نام شهر شماخی، شهر تاریخی شَروان، منسوب است به شماخ بن شجاع، امیر عرب که تحت امر والی ولایت ارمنستان، سعید بن سالم باهلی و در دوره هارون الرشید عباسی بر این شهر امارت داشت. در طول تاریخ حدود جغرافیایی شَروان با توجه به حوزه قدرت و قلمرو فرمانروایی شروان‌شاهان وسیع یا محدود می‌شد. به همین دلیل است که نمی‌توان مرزبندی دقیقی از شَروان که بر تمام ادوار تاریخی صدق کند، قائل شد. در میان منابع موجود تاریخ‌نگاری نیز راجع به حدود جغرافیای سیاسی شَروان اتفاق نظر وجود ندارد. گاهی دربند در حوزه شروان شمرده شده‌است و گاهی جدا از آن بوده‌است. همین نکته راجع به منطقه شکی نیز صادق است. اما جدای از موارد اختلاف‌برانگیز فوق می‌توان حدودی تقریبی برای شَروان قائل شد. در دوره مغول و تا پیش از آن، ناحیه میان دربند و رود کورا را به عنوان شَروان می‌شناختند. در دوره پس از مغول، نیز مهم‌ترین شهر این ناحیه شماخی بود.

## شهرهای شروان
شهرهای مهم شروان شامل شاوران/شابران (مرکز باستانی منطقه قوبا) و به ویژه شمّاخه یا شمّاخیه بود. گفته می‌شود این شهر به نام یکی از فرمانداران عرب منطقه، شمّاخ بن شجاع، نام‌گذاری شده است که تحت فرمانروایی سعید بن سلم بن قطیبه باهلی، حاکم آذربایجان، اران و ارمنستان در دوران هارون‌الرشید بود. شمّاخه بعدها به عنوان پایتخت سلسله یزیدی شروانشاهان شناخته شد. جغرافی‌دانان عرب قرن دهم آن را شهری ساخته شده از سنگ و در میان منطقه‌ای حاصلخیز و مناسب برای کشت گندم توصیف کرده‌اند.

## محدوده جغرافیایی
شروان در دوران اولیه اسلامی به دو بخش شمالی و جنوبی تقسیم می‌شد. بخش شمالی شامل دامنه‌های جنوب شرقی رشته‌کوه قفقاز اصلی بود (که ارتفاع آن در اینجا به ۴۴۸۰ متر یا ۱۳۶۵۵ فوت می‌رسد) و بخش جنوبی شامل زمین‌های کم‌ارتفاعی بود که به سوی مسیر رود کورا (Korr/Kura) امتداد داشت. این رودخانه در مسیرهای پایین‌دست خود به سطح پایین‌تر از دریا می‌رسید. در جنوب این مرز رودخانه‌ای و رود ارس، منطقه مغان قرار داشت، در حالی که در شمال غرب شروان منطقه شکی و در غرب آن منطقه اران بود. با این حال، در طول بخش زیادی از تاریخ خود، حاکمان شروان، به ویژه شروانشاهانی که از آغاز قرن نهم تا آغاز قرن هفدهم حکومت می‌کردند، تلاش کردند مرزهای خود را به سمت شمال، به منطقه کوهستانی لیزان و به سمت شرق، تا سواحل خزر، قوبا و مسقط یا مشکت در جهت باب‌الابواب یا دربند گسترش دهند. همچنین آن‌ها به سمت جنوب تا باکو نیز پیشروی داشتند.
مناطق کم‌ارتفاع شروان همواره تحت فشار همسایگان قدرتمندی چون آلان‌ها یا اوست‌ها از قفقاز مرکزی، حاکمان هاشمی باب‌الابواب، مهاجمان روس از دریای خزر، و قدرت‌های کردی و دیلمی در جنوب مانند شدادیان و مسافریان قرار داشت.

## تاریخ

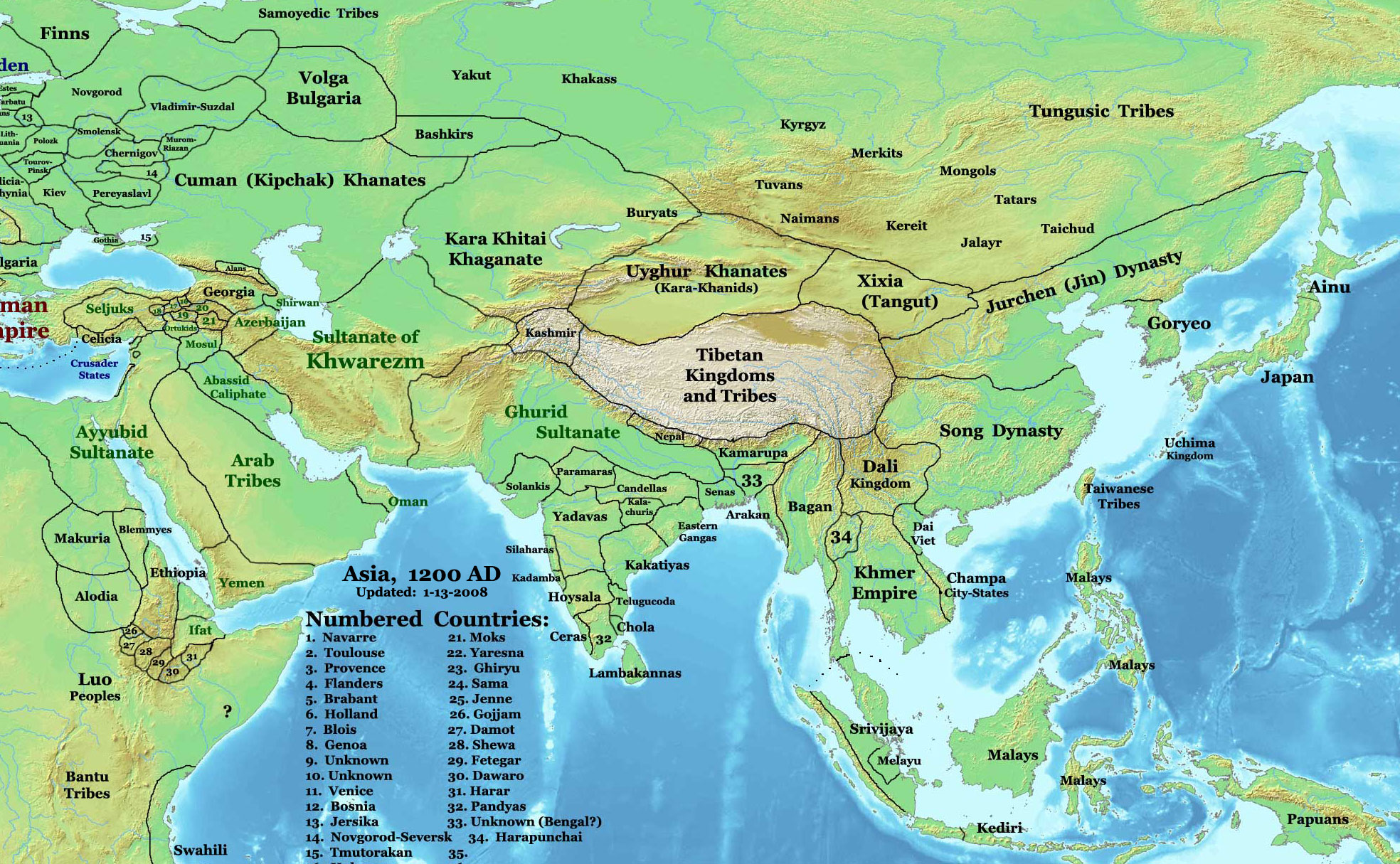
نقشه آسیا در ۱۲۰۰ میلادی، شروان در جنوب غربی دریای کاسپین قابل مشاهده است.

از شروان نخستین بار در دورهٔ ساسانیان یاد شده‌است. این منطقه پس از اسلام تحت حکومت خلفای اموی و عباسی قرار گرفت.

### شروان‌شاهان
شروان‌شاهان از فرمانداران خلافت عباسی در منطقه قفقاز و از دودمان مزیدی بودند. در سال ۸۶۱ میلادی هیثم بن خالد از خلافت سرپیچی کرده و حکومتی مستقل را در شروان تشکیل داد که تا قرن‌ها ادامه یافت. در اواخر سال ۱۵۰۰ میلادی شاه اسماعیل شروان‌شاهان را شکست داد و شروان تبدیل به یکی از ولایت‌های ایران گردید. خاندان مزیدی نیز تا سال ۱۵۳۸ فرمانداران ولایت شروان بودند تا آن که در این سال، شاه تهماسب یکم با انتخاب فرمانداری جدید به حکمرانی آنها بر شروان پایان داد.

### صفویان
شروان در دوره صفویان یکی از ولایت‌های ایران بود و فرمانداران آن که با عنوان بیگلربیگی شناخته می‌شدند توسط شاهان صفوی برگزیده می‌شد. پایتخت ولایت شیروان شماخی بود و باکو، شکی، دربند، قوبا، سالیان و آغ‌داش دیگر شهرهای مهم این ولایت بودند.
با افول صفویان در اوایل قرن هجدهم، شروان بار دیگر تحت حاکمیت عثمانی قرار گرفت، اما سیاست‌های توسعه‌طلبانه پتر کبیر و جاه‌طلبی‌های روسیه در شرق قفقاز تأثیرگذار شد. طبق معاهده روس-عثمانی سال ۱۷۲۴، منطقه ساحلی باکو برای اولین بار از شروان جدا شد و به فرماندار عثمانی شمّاخه واگذار شد.

### افشاریه و زندیه
کنترل ایران توسط نادرشاه بار دیگر تأیید شد و شمّاخه در سال ۱۷۳۴ توسط نادرشاه فتح شد. اما پس از مرگ نادرشاه در سال ۱۱۶۰ هجری قمری/۱۷۴۷ میلادی، نفوذ ایران در قفقاز شرقی کاهش یافت و شاهزادگان محلی در مناطق شروان و دربند قدرت را به دست گرفتند.

### روسیه تزاری و شوروی
فشار روسیه تا اواخر قرن هجدهم افزایش یافت و مصطفی خان شروان در سال ۱۸۰۵ میلادی به تزار الکساندر اول تسلیم شد، در حالی که به طور مخفیانه به دنبال حمایت ایران بود. در سال ۱۸۰۶ میلادی، روس‌ها دربند و باکو را اشغال کردند و معاهده گلستان در سال ۱۸۱۳، شروان، دربند و باکو را به روسیه اختصاص داد.
در دوران حکمرانی تزارها، شروان و شمّاخه در تقسیمات اداری مختلف امپراتوری روسیه گنجانده شدند. بسیاری از بناهای قدیمی اسلامی این شهر در زلزله سال ۱۸۵۹ آسیب دیدند، اما حتی تا آن زمان، شمّاخه همچنان جمعیت بیشتری (۲۱،۵۵۰ نفر) نسبت به باکو (۱۰،۰۰۰ نفر) داشت. این وضعیت پیش از رشد جمعیتی و صنعتی چشمگیر باکو در دو یا سه دهه بعدی به عنوان یک مرکز بهره‌برداری نفتی بود. پس از انقلاب بلشویکی، این مناطق به طور اسمی جزو آذربایجان شوروی شدند و شمّاخه به مرکز یک رایون یا ناحیه اداری تبدیل شد، اگرچه جمعیت تخمینی آن در سال ۱۹۷۰ میلادی(۱۷،۹۰۰ نفر) هنوز به‌طور قابل توجهی کمتر از سطح جمعیتی قرن نوزدهم بود.

## پیشینه قومی
زبان رسمی این منطقه پس از اسلام زبان فارسی بوده‌است؛ و شعرای منطقه، مانند خاقانی، نظامی گنجوی، فلکی شروانی، قوامی گنجوی، ذوالفقار شروانی و غیره همگی اشعار خود را به فارسی سروده‌اند. جمال الدین خلیل شروانی در قرن هفتم در نزهةالمجالس از بیش از هفتاد تن از شعرای پارسی‌گوی شَروان و مناطق همسایه شروان نام برده و شعر نقل کرده‌است. بدر شروانی شاعر قرن نهم قمری و ملک‌الشعرای خلیل‌الله اول شروان‌شاه نیز دیوانی در ۱۲٬۴۷۳ بیت دارد که به استثنای دو غزل آن که به یک گویش ایرانی به نام زبان کنار آب است، و حدود ۵۰ بیت آن که به ترکی است، بقیه تماماً به فارسی است.
در منطقهٔ اران و شروان سده‌ها پیش از بدر شروانی و به احتمال زیاد بعد از سال ۴۵۸ که غزها به اران و شروان حمله کردند و موجب خرابی فراوان و کشتارهای بسیار شدند گروه‌هایی از ترکان مستقر شده بودند. در ایام حکومت قزل ارسلان (عثمان بن ایلدِگِز) (۵۷۸–۵۸۲ قمری) که به شَروان حمله کرد و شماخی را متصرف شد و اَخسِتان یکم فرمانروای شَروان مجبور شد مقر خود را به باکو منتقل کند. نیز احتمالاً گروه‌های دیگری از ترکان در شَروان ساکن شدند. از اشعار بدر چنین برمی‌آید که در قرن نهم نیز گروه‌های دیگری از ترکمانان (=ترکان) شَروان را مورد تاخت و تاز قرار داده و موجب خرابی آنجا شده بودند. این ترکمانان بی‌شک سپاهیان اسکندر قراقویونلو بودند که از تبریز به شَروان حمله کرده و خرابی‌های بسیار به بار آورد.
ظاهراً پس از قرن نهم قمری هجوم عناصر ترکمان به شروان و اران شدت گرفته و مهاجرت‌های آنان به این مناطق بیشتر شده‌است. می‌دانیم که شروان در سال ۹۴۵ قمری به دست سپاهیان شاه طهماسب ضمیمهٔ ایران شد و شروانشاهان منقرض شدند. طبعاً صفویان گروه‌هایی از قزلباش را در آنجا مستقر ساخته بودند. اولیا چلبی، جهانگرد قسطنطنیه‌ای (۱۰۹۵–۱۰۲۰) در سیاحتنامهٔ خود (ج ۲، ص ۳۰۱) اهالی باکو را ترکمانانی می‌داند که به آن‌جا کوچیده‌اند. به نوشتهٔ او قبایل آنان ساکن می‌شوند و کوچ می‌کنند.